# Moidart

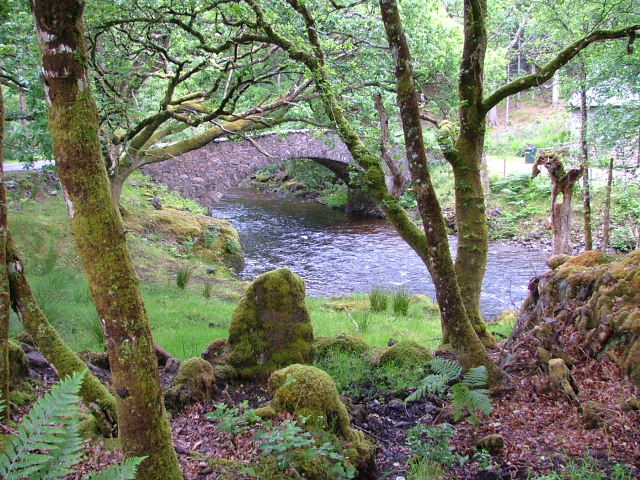
pont sur la rivière Moidart

Moidart (Muideart en gaélique écossais) est un district écossais de la péninsule d'Ardnamurchan, dans la région de Lochaber, à l'ouest de Fort William, dans les Highlands.

## Géographie
Le loch Shiel marque la frontière sud-ouest de Moidart ; la zone est très isolée.
Moidart regroupe les villages de Dorlin, Mingarry, Kinlochmoidart et Glenuig.

## Histoire
C'est à Dorlin que se trouve le château de Tioram, forteresse historique du Clan Donald.
Durant la Seconde Guerre mondiale, le navire HMS Dorlin, basé à Dorlin, était utilisé pour l'entraînement de combat des soldats de la Royal Navy, ainsi que des groupes de combat des Royal Corps of Signals.
L'accordéoniste Fergie MacDonald, né à Glasgow en 1940, a grandi à Moidart.